# Dällikon
Dällikon is een gemeente en plaats in het Zwitserse kanton Zürich, en maakt deel uit van het district Dielsdorf.
Dällikon telt 3446 inwoners.